# 대만의 지리

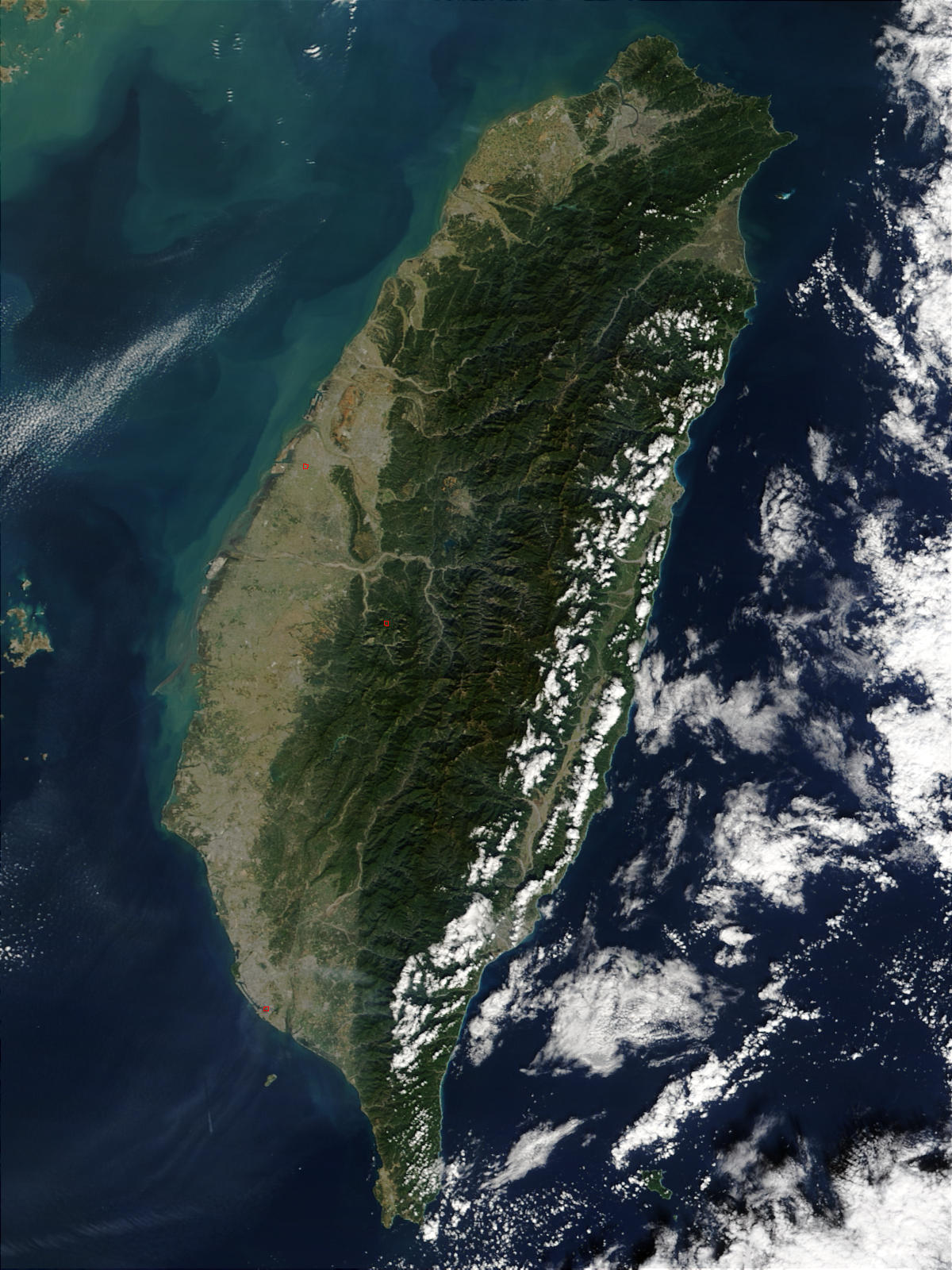
대만의 위성 사진

대만은 대만 해협을 사이에 두고 중국 남동부의 푸젠성과 서로 대하고 있는 섬나라로 단조로운 해안선에 둘러싸여 있으며 펑후 제도, 란위섬, 루위섬과 같은 부속도서가 있다.

## 산지·산맥
지형은 신생 제3기의 조산(造山) 운동으로 형성된 타이완 산맥이 종단하기 때문에 위산산(玉山, 3,950m), 쉐산산(雪山, 3, 884m) 등의 고산이 솟아 있다. 이로 인해 동서간의 교통은 심한 제약을 받으며 지형의 급경사와 다량의 강우로 하천은 급류를 이루고 활발한 침식작용으로 산지에는 깊은 골짜기가 파인다.

## 하천
동서의 양사면 가운데서 서쪽은 비교적 완만하여 단수이(淡水), 다자강(大由溪), 줘수이강, 샤단수이강(下淡水溪) 등 비교적 큰 하천 하류에는 충적 평야가 형성되어 있다.

## 기후
북회귀선상에 위치하는 대만은 아열대성 기후권에 속하나 위도가 같은 다른 지역에 비해 기온이 약간 낮다. 이것은 동계의 북동계절풍의 영향 탓으로 북부에서는 대륙의 한랭한 공기의 유입으로 비가 오는 추운 날이 계속된다. 그러나 남부는 오히려 겨울이 건조기에 해당하고, 여름에는 섬 전역에 걸쳐 비가 많이 내리고 태풍의 내습이 빈번하다.식물의 생육상은 타이완 산맥의 고도의 변화에 따라 뚜렷이 다르게 나타나는데, 해발 800m 이하에서는 아열대 식물, 800~2,000m에서는 난대림(暖帶林), 2,000m 이상에서는 침엽수가 우위를 차지한다.